# Đỗ Khang

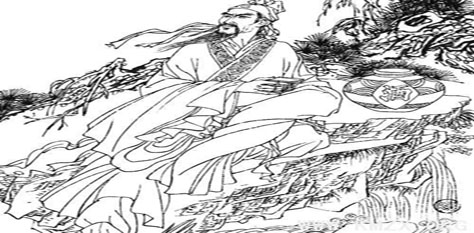
Đỗ Khang

Đỗ Khang còn được gọi là Thiếu Khang, sống vào cuối thời Tây Chu, tương truyền là người phát minh ra cách nấu rượu ở Trung Quốc. Ông được những người nấu rượu, bán rượu thờ là ông tổ của nghề rượu, được nhân dân Trung Quốc tôn xưng là Tửu thần, Tửu thánh. Ông là một trong Mười vị thánh trong lịch sử Trung Quốc. Trong các sách cổ như Thuyết văn giải tự của Hứa Thận đời Hán, Bát vật chí của Trương Hoa đời Tấn, Sự vật ký nguyên của Cao Thành đời Tống... đều ghi chép Đỗ Khang là người phát minh ra cách nấu rượu, song không có sách nào ghi rõ lai lịch của ông. 

## Truyền thuyết
Về thân thế của Đỗ Khang có những truyền thuyết khác nhau. Tương truyền, Đỗ Khang là cháu nội của quan Thượng đại phu Đỗ Bá thời Chu Tuyên Vương. Một lần Chu Tuyên Vương đi thị sát ở Thái Nguyên, khi quay về ông đã tin vào những lời tán huyền hoặc cho rằng một cung nhân đã 50 tuổi lại sinh được một cô con gái và cho rằng chính đứa bé này là con yêu nữ sau này sẽ làm loạn nhà Chu. Thế là Tuyên Vương ra lệnh cho Đỗ Bá đi giết chết đứa bé. Đỗ Bá không nhẫn tâm giết chết đứa bé vô tội, bèn lén đưa đứa bé ra khỏi cung, trở về báo là đã làm xong việc. Về sau, sự việc bị lộ, nhà vua nổi giận sai Chiêu Hổ đến giết chết cả nhà Đỗ Bá. Chiêu Hổ vốn rất thân với Đỗ Bá, nhưng cũng không dám chống lệnh, vì vậy cố tình thả con trai thứ của Đỗ Bá là Đỗ Thấp Thúc và cháu nội của Đỗ Bá là Đỗ Khang.
Lúc đó Đỗ Khang mới 7 tuổi, cùng chú mình chạy về hướng đông. Hai chú cháu đến núi Phượng Hoàng, huyện Nhữ Dương, tỉnh Hà Nam ngày nay, sống trong một hang núi. Rồi sau đó câu chuyện cũ nhạt nhòa dần, hai chú cháu xuống núi tìm công việc kiếm sống. Chú thì đi làm công, cháu thì chăn dê trên núi Phượng Hoàng. Đỗ Khang thường nghỉ dưới một cây dâu cổ thụ, ông nhớ đến cha mẹ và người thân bị sát hại, nhớ đến cảnh sống yên vui của gia đình trước đây, nên thường buồn tủi không buồn ăn uống. Thấy Đỗ Khang ngày càng gầy yếu, Đỗ Thấp Thúc cho rằng cháu mình có bệnh, nghe nói phấn khúc có thể chữa được bệnh, bèn đi kiếm phấn khúc mang về cho Đỗ Khang ăn. Vốn Đỗ Khang lười ăn mà loại phấn dùng tiểu mạch để lên men chế thành này lại càng không hợp khẩu vị của ông. Ông mang lên núi vứt vào gốc cây dâu. Về sau Đỗ Khang bị ốm thật, ốm liền 3 tháng. Nghĩ mình sắp chết, ông bèn một mình đi lên núi, nằm dưới cây dâu yêu thích của mình, nhắm mắt chờ chết. Đột nhiên ông ngửi thấy mùi thơm rất lạ bốc lên từ hốc cây dâu. Lại gần Ông thấy có một thứ nước thơm phức chảy ra từ hốc cây. Ông nếm thử thấy thứ nước ấy không những thơm mà còn rất ngon, thế là ông uống rất nhiều thứ nước đó, và rồi thấy hoa mắt, chóng mặt, bèn nằm ngủ ngay dưới gốc cây. Sau đó ông tỉnh dậy, thấy rất dễ chịu bệnh tật tan biến hết. Cúi đầu xuống xem, ông thấy trên mặt đất hiện lên 2 hàng chữ: 
Hoạn hải vô vọng hề, mạc cường cứu. 
Tạo phúc dân gian hề, lạc thiên gia
Tạm dịch là: "Gặp phảp khó khăn hoạn nạn không có ai cứu được, làm việc phúc cho người, tạo niềm vui cho mọi nhà". Đỗ Khang hiểu ra rằng,loại lương khô làm bằng cao lương trộn với phấn Khúc (mốc của tiểu mạch) sẽ ủ thành một loại chất lỏng, đó chính là thứ trời ban cho ông để đem niềm vui đến cho mọi nhà. Ông đặt tên cho thứ nước trời ban cho đó là "Tửu" (rượu). Khi trở về thôn, ông chế ra thứ nước thơm nức mũi đó, đem cho mọi người nếm thử. Tiếng lành đồn xa, người ta nô nức kéo nhau đến nếm thứ nước do Đỗ Khang làm. Trải qua nhiều năm tích lũy kinh nghiệm, phương pháp nấu rượu của Đỗ Khang càng hoàn thiện, tiếng tăm truyền khắp cả nước. 

### Đỗ Khang tiên cư
Chu Bình Vương khi dời đô về Lạc Dương, suốt ngày buồn dầu ưu tư. Hộ quốc đại thần là Thân Bá nằm mộng thấy Vương Mẫu hiển linh, nói cho biết chỉ có rượu Đỗ Khang nấu mới có thể chữa trị được bệnh cho Bình Vương, bèn dán cáo thị, mời Đỗ Khang mang rượu vào cung chữa bệnh cho Thiên tử. Cáo thị truyền đến Nhữ Dương, Đỗ Khang lấy việc nước làm trọng, bỏ qua mối thù Tuyên vương, mang rượu đến Lạc Dương chữa bệnh cho Bình vương.
Bệnh của Bình vương do lo lắng ưu tư tích tụ thành. Sau khi uống rượu của Đỗ Khang vào, quả nhiên Bình vương cảm thấy phấn chấn tinh thần, bệnh dần lui hết. Bình vương lại thiết triều giải quyết công việc quốc gia đại sự. Bình vương muốn phong tước cho Đỗ Khang, nhưng Đỗ Khang không muốn ở lại trong triều đình, đang đêm bỏ trốn quay về thôn Đỗ Khang sinh sống. Thế là Bình vương phong ông là Tửu tiên, tự tay viết ban cho tấm biển Đỗ Khang tiên cư

### Lưu Linh say rượu Đỗ Khang
Bên hữu ngạn sông Đỗ Khang có một đầm nước, nước trong xanh như ngọc, nổi tiếng với cái tên ao Lưu Linh. Lưu Linh là một trong Trúc lâm thất hiền, sáng ngang hàng với Nguyễn Tịch, Kê Khang-là những danh sĩ thời Tây Tấn. Ông nổi tiếng là ham uống rượu, từng làm bài thơ nổi tiếng Tửu đức tụng, ca ngợi những phẩm đức cao đẹp của rượu.
Tương truyền, Đỗ Khang do nổi tiếng với nghề nấu rượu, được Ngọc Hoàng triệu lên thiên cung nấu rượu ngự, thành tửu tiên. Một hôm, Vương Mẫu xuống trần hạ chiếu, nói rằng Lưu Linh vốn là đồng tử hầu rượu trong Diêu Trì của Vương Mẫu, say mê Đỗ Khang hạ trần để điểm hóa ông ta. Đỗ Khang mở quán rượu ở Long Môn sơn gần Lạc Dương, vừa bán rượu, vừa đợi Lưu Linh tới.
Hôm đó, Lưu Linh cưỡi xe đi chơi, đi qua quán của Đỗ Khang, ngửi thấy mùi thơm từ trong quán bốc lên, không thể đừng được, bèn xuống xe, vào quán rượu. Lưu Linh tự cho mình có tửu lượng cao, không ngờ mới uống được ba cốc lớn đã say nghiêng say ngả, say liền một mạch ba năm mới tỉnh. Khi Lưu Linh say, ngã ra, đụng vào một vò rượu ngon, rượu chảy ra và chảy xuống ao nước trong xanh, thế là nước trong ao cũng thơm mùi rượu, đó chính là Ao Lưu Linh. Cho đến tận ngày nay, người Trung Quốc vẫn còn người say rượu Lưu Linh!

## Rượu thôn Đỗ Khang
Kỹ thuật nấu rượu của Đỗ Khang truyền đến nhiều đời sau. Thôn Đỗ Khang ở Nhữ Dương hầu hết các nhà đều làm nghề nấu rượu.
Năm 1915, để chào mừng sự kiện thông kênh đào Panama, thành phố San Fransico nước Mỹ mở hội chợ. Lúc đó, phường rượu nổi tiếng ở thôn Đỗ Khang cũng mang rượu đến dự và được huy chương vàng từ đó rượu Đỗ Khang (Đỗ Khang tửu) nổi tiếng khắp thế giới.
Năm 1972, để khôi phục lại mối quan hệ ngoại giao Trung-Nhật, thủ tướng Nhật Bản đến thăm Trung Quốc, thủ tướng Trung Quốc (Chu Ân Lai) mở yến tiệc thiết đãi, trong tiệc ông đã khen ngợi rằng: Thiên hạ đệ nhất mĩ tửu duy chỉ có Đỗ Khang.
Mấy năm sau nhân dịp mừng thọ thủ tướng Nhật Bản 60 tuổi, xí nghiệp rượu Đỗ Khang đã gửi rượu sang mừng thọ. Từ đó trở đi, ở Nhật Bản người ta thịnh hành rượu Đỗ Khang. Đài truyền hình Nhật Bản còn làm cả một cuốn phim giới thiệu về rượu Đỗ Khang.
Nhà họa sĩ Trung Quốc nổi tiếng Lý Khổ Thiền từng nói: Nghề mộc thì có Lỗ Ban, nghề sát thì có Lão Quân, nghề rượu thì có Đỗ Khang, đó là những nghệ nhân truyền thống của Trung Quốc.
Từ khi Đỗ Khang phát minh ra nghề nấu rượu đến nay, Trung Quốc đã có biết bao nhiêu loại rượu ngon ra đời, song mỗi khi có liên hoan yến tiệc, người ta không bao giờ quên công đức của vị Tửu thánh - Đỗ Khang. Đúng là ông đã có công mang niềm vui đến cho thiên hạ, tạo phúc cho muôn nhà.